# Iraponia
Iraponia scutata es una especie de araña araneomorfa de la familia Caponiidae. Es el único miembro del género monotípico Iraponia. Se encuentra en  Irán en la provincia de  Kohkiluyeh y Buyer Ahmad.